# Сан Потито Санитико
Сан Потѝто Санѝтико (на италиански: San Potito Sannitico) е село и община в Южна Италия, провинция Казерта, регион Кампания. Разположено е на 230 m надморска височина. Населението на общината е 2011 души (към 2010 г.).